# Jan van Heteren
Jan Hijko van Heteren (Giacarta, 20 dicembre 1916 – Breda, 30 giugno 1992) è stato un pallanuotista olandese.
È stato un giocatore di pallanuoto olandese che ha partecipato alle Olimpiadi estive del 1936, conquistando il quinto posto. Ha giocato tutte le partite.